# Chiaro di luna (racconto, ottobre 1882)
Chiaro di luna (Clair de lune) è un racconto di Guy de Maupassant, parte della omonima raccolta di racconti.

## Trama
Il parroco di campagna Marignan «era un prete alto, magro, fanatico, dall'animo sempre esaltato ma schietto. Le sue convinzioni erano solide, non conoscevano oscillazioni; pensava sinceramente di conoscere il suo Dio, di penetrarne i disegni, i desideri, le intenzioni». Il parroco, misogino, viveva con una sua giovane nipote orfana, che egli avrebbe voluto farne una suora di carità. Un giorno la moglie del sacrestano lo informò che la nipote aveva un innamorato col quale andava a passeggio lungo il fiume ogni sera dopo le 10. Indignato, il parroco decise di uscire quella stessa sera per sorprendere i due giovani. Ma non appena «aprì la porta per uscire; si fermò sulla soglia, sorpreso da un chiaro di luna così splendido che non se ne vedono quasi mai di simili. E, siccome era dotato di un animo eccitabile, uno di quegli animi che dovevano possedere i padri della Chiesa, quei poeti sognatori, si sentì di colpo distratto, emozionato per la grandiosa e serena bellezza di quella chiara notte.» Lo spettacolo di quel meraviglioso chiaro di luna sembrava versare sulla campagna addormentata sacri effluvi amorosi. Il parroco ne fu placato e si insinuò nel suo animo un senso di indulgente comprensione. Intravide infatti i due innamorati passeggiare abbracciati, ma si ritrasse: «Non era Dio ad autorizzare l'amore, dato che visibilmente lo circondava di un simile splendore? E se ne fuggì, smarrito, quasi vergognoso, come se fosse penetrato in un tempio dove non aveva diritto d'entrare».

## Storia
Il racconto apparve la prima volta nel quotidiano Gil Blas del 19 ottobre 1882, firmato dall'autore con lo pseudonimo "Maufrigneuse". Fu pubblicato in volume l'anno successivo nella raccolta Chiaro di luna, per i tipi dell'editore Monnier, e in una seconda edizione rivista e aumentata presso Paul Ollendorff nel 1888. 
Poche settimane prima, Maupassant aveva scritto un racconto intitolato anch'esso Chiaro di luna, apparso sul quotidiano Le Gaulois del 1º luglio 1882 e pubblicato in volume, dopo la morte di Maupassant (nel 1893), nella raccolta postuma Le Père Milon nel 1899.
Per Mario Bonfantini, «il sapore della novella è tutto nella descrizione di questo chiaro di luna, toccante di semplicità e pervasa di schietta e fresca poesia».

## Edizioni
- (FR) Guy de Maupassant, Clair de lune, illustrazioni di de Arcos ... [et al.], Paris, Monnier, 1883.
- (FR) Guy de Maupassant, Clair de lune, Paris, P. Ollendorff, 1888.
- (FR) Guy de Maupassant, Maupassant, contes et nouvelles, collana Bibliothèque de la Pléiade, texte établi et annoté par Louis Forestier, Paris, Gallimard, 1974, ISBN 978-2-07-010805-3.
- Guy de Maupassant, Chiaror di luna, collana Biblioteca romantica economica. Ser. 2 ; 313, traduzione di Enrico Aresca, Milano, Soc. Edit. Sonzogno, 1904.
- Guy de Maupassant, Chiaro di Luna, traduzione di Rubino Rubini, Milano, Ed. Di Uomo (Tip. A. Cordani), 1944.
- Guy de Maupassant, Chiar di luna, collana Biblioteca universale Rizzoli ; 715-716, traduzione di Oreste Del Buono, Milano, Rizzoli, 1954.